# Athibordee Atirat
Athibordee Atirat (tiếng Thái: อธิบดี เอติรัตน์, sinh ngày 28 tháng 2 năm 1992), còn được biết với tên đơn giản Aekk (tiếng Thái: เอก) là một cầu thủ bóng đá người Thái Lan thi đấu ở vị trí trung vệ cho câu lạc bộ Giải bóng đá Ngoại hạng Thái Lan Chanthaburi.